# Albert Morski
Albert Morski właśc. Edward Damięcki (ur. 29 września 1909 w Gierwatach, zm. 17 sierpnia 1994 w Warszawie) – polski działacz komunistyczny i polonijny w Kanadzie, dyplomata, ambasador w Norwegii (1957–1961) i Egipcie (1966–1971).

## Życiorys
W 1929 ukończył szkołę średnią. W 1930 najpewniej rozpoczął studia prawnicze na Uniwersytecie Warszawskim, które przerwał ze względów materialnych i zdrowotnych. Według innego źródła został relegowany za działalność polityczną. W 1933 dołączył do Komunistycznej Partii Polski, redagował jeden z jej periodyków. 13 marca 1933 został w Poznaniu aresztowany za działalność w KPP. W 1934 powrócił do Warszawy i został ponownie aresztowany w kwietniu. Wykonywał działania agenturalne na rzecz komunistów jako członek Związku Polskiej Młodzieży Demokratycznej.
Po śmierci w wypadku w 1934 Josepha Polki, reprezentanta KPP w Kanadzie, partia w 1935 wysłała Morskiego do Kanady, żeby działał wśród tamtejszej Polonii. Z czasem otrzymał kanadyjskie obywatelstwo. Miał opinię utalentowanego mówcy i pisarza. Był także najlepiej wykształconym polskim działaczem komunistycznym w Kanadzie i wyróżniał się na tle pozostałych działaczy KPP. Wyznaczał ruchowi kierunek ideologiczny. Rozwiązywał szereg powszednich problemów. Pod jego kierunkiem rozkwitł jako organizacja kulturalno-edukacyjna i przyciągnął wiele nowych osób.
Morski zorientowawszy się, że polscy imigranci są zbyt konserwatywni i przywiązani do tradycyjnych wartości, namawiał KPP do zmiany podejścia z „hurra rewolucjonizmu” zakładającego otwartą walkę na ulicach i w fabrykach, oraz porzucenia ateistycznego wizerunku. Ta strategia umożliwiła później komunistom infiltrację polskich środowisk kombatanckich i patriotycznych. Kanadyjskich polityków komunistycznych namawiał do porzucenia międzynarodowego radykalizmu na rzecz stworzenia frontu przeciwko faszyzmowi.
Konsul generalny w Montrealu Tadeusz Brzeziński rekomendował Ministerstwu Spraw Zagranicznych postawienie przed sądem w Polsce trzech działaczy komunistycznych w Kanadzie – Morskiego, Tadeusza Lewandowskiego i Józefa Blocha – za antypolską działalność. MSZ ocenił jednak, że taki proces mógłby doprowadzić do zwiększenia popularności ruchu komunistycznego, zaś samemu Głosowi Pracy pomóc w szerzeniu propagandy.
Morski rozpoczął pracę w „Głosie Pracy”, gdzie w 1938 został redaktorem naczelnym (gazeta przestała się ukazywać w 1940). W lipcu 1936 doprowadził do przekształcenia polskiej sekcji KPP w Kanadzie – Polskiego Towarzystwa Robotniczo-Farmerskiego – w Polskie Towarzystwo Ludowe. W lutym 1941 został także pierwszym redaktorem wydawanej w Toronto „Kroniki Tygodniowej”. W czasie II wojny światowej służył w rezerwie kanadyjskiej armii. W sierpniu 1943 został członkiem Labor-Progressive Party (działającej w ramach Komunistycznej Partii Kanady). W 1945 zakończył pracę w „Kronice Tygodniowej” i został kierownikiem ottawskiego biura Polskiej Agencji Informacyjnej. 3 lipca 1945 został reprezentantem Tymczasowego Rządu Jedności Narodowej do spraw polskiego majątku i skarbów, które były przechowywane w Kanadzie podczas II wojny światowej. Działał w Polskim Komitecie Repatriacyjnym w Montrealu. Nowe władze w Warszawie przedstawiły Morskiego jako kandydata na posła w Kanadzie, jednak jej władze nie wyraziły zgodę na objęcie przez niego stanowiska ze względu na jego zbyt radykalne poglądy. Niemniej z rekomendacjami Morskiego liczono się w Warszawie do tego stopnia, że MSZ odwoływał z Kanady dyplomatów, których Morski oceniał jako nie dość zaangażowanych komunistów (włącznie z posłem Alfredem Fiderkiewiczem).
W marcu 1947 powrócił do Polski i rozpoczął pracę w Ministerstwie Spraw Zagranicznych, gdzie był naczelnikiem wydziału w Departamencie Politycznym. W 1947 został konsulem generalnym albo radcą w Ambasadzie w Londynie, pełniąc jednocześnie rolę informatora Oddziału II Sztabu Generalnego Wojska Polskiego. Członek Komitetu Wojewódzkiego PZPR w Warszawie (1951–1952). Pracownik naukowy Instytutu Nauk Społecznych przy KC PZPR od 1952, gdzie wcześniej ukończył także studia. Następnie kierownik polskiej misji Komisji Nadzorczej Państw Neutralnych w Korei (1955–1956). Od 1957 do 1961 pełnił funkcję ambasadora w Norwegii, akredytowanego także w Islandii. W 1961 przewodził polskiej delegacji w Międzynarodowej Komisji Nadzoru i Kontroli w Laosie rezydując w Wientianie oraz był dyrektorem departamentu w MSZ. Od 1966 do 1971 ambasador w Egipcie, akredytowany także w Jemenie, Libii i Somalii. W 1971 przeszedł na emeryturę. W kwietniu 1987 na mocy uchwały Sekretariatu Komitetu Centralnego PZPR otrzymał Medal im. Ludwika Waryńskiego.
Żonaty z Ireną Morską, artystką, od 1938 do 1940 także zatrudnioną w „Głosie Pracy”. Ojciec Edwina Alberta Morskiego (1940–2007), pracownika polskiego handlu zagranicznego.
Zmarł w Warszawie, pochowany na cmentarzu Komunalnym Północnym (kwatera O-I-12-2-41).

## Odznaczenia
- Medal 10-lecia Polski Ludowej (24 stycznia 1955)[23]
- Medal im. Ludwika Waryńskiego (1987)[18]